# 関時男 (1944年生)
関 時男（せき ときお、1944年8月15日 - ）は、日本の俳優・声優。東京都出身。劇団昴所属。父親は俳優の関時男。

## 略歴
日本大学藝術学部演劇科卒。
第一共栄プロダクション、森プロダクション、劇団昴（1977年 - 1992年）、芹川事務所（不明 - 2009年7月）を経て、2009年8月から再び劇団昴に所属。

## 人物
- 1969年に友人とコンビを組み日本劇場での公演に出演したのが初舞台。内容は「ハワイアン・コント」であった[5]。
- 第一共栄から離れ、森プロに所属するまでは単独で日劇ミュージックホールの公演に出演[3]。
- ドナルドダックの初代専属吹き替え声優である。関がドナルドを吹き替えたバージョンの短編、及び長編作品は現在では廃盤となっており、聞くことは難しい。
- 2009年に劇団昴に再入団。再入団後の初舞台は『ヴェニスの商人』の老ゴボー役であった[6]。
- 趣味は読書、スポーツ。特技は落語[5]。
- 舞台の楽屋では、同室の俳優を相手にひたすら喋り続けるようで、小野寺丈が「一方的に喋っていれば聞き流すこともできるが、たまに質問もしてくるのでちゃんと聞いていないといけない」と発言している[7]。

## 出演

### テレビドラマ
- 剣と風と子守唄 第1話「ひとり戦争」（1975年、日本テレビ） - 五郎太 役
- 破れ傘刀舟悪人狩り 第49話「火刑台の魔女」（1975年、NET）
- 非情のライセンス 2 第57話「兇悪の壁」（1975年、NET） - 店長 役
- 夜明けの刑事 第111話「歌手になりたかったのに!!」（1977年、TBS）
- 文吾捕物帳 第4話「笑う死人たち」（1981年、テレビ朝日）
- 火曜サスペンス劇場（日本テレビ）
  - 幻の罠（1982年）
  - 刑事・鬼貫八郎 5「嫉妬」（1995年）
  - 盲人探偵・松永礼太郎 5「逆恨み」（1995年）
  - デパ地下の女 1（2004年）
  - デパ地下の女 2 スペシャル（2005年）
- 時代劇スペシャル「怪盗夢吉忍び控」（1982年、フジテレビ）
- 宇宙刑事シャリバン 第45話「オーディションの罠 ちびっ子大スター」（1984年、テレビ朝日） - ユウカイビースト（人間態）
- 時代劇スペシャル「御用牙」（1984年、フジテレビ）
- 暴れん坊将軍シリーズ（テレビ朝日）
  - 暴れん坊将軍II
    - 第79話「花の江戸城 つまみ食い天国!」（1984年） - 中川 役
    - 第179話「箱根八里の鬼退治!」（1986年） - 安吉 役

  - 暴れん坊将軍III 第17話「ちゃんにとどけ! 江戸ばやし」（1988年） - 春吉 役

- NHK大河ドラマ
  - 山河燃ゆ（1984年） - 警防団員 役
  - 春の波涛（1985年） - 新聞記者 役
  - 武蔵 MUSASHI（2003年） - 宿の主人 役
- 連続テレビ小説（NHK）
  - 「澪つくし」（1985年） - 宿の主人 役
  - 「ノンちゃんの夢」（1988年）
- おじいさんの台所（1985年、CBC）
- 月曜ドラマランド「仮面の忍者 赤影」（1985年、フジテレビ） - 玄卓 役
- おじいさんの台所・二年目（1985年、CBC）
- 土曜ワイド劇場（テレビ朝日）
  - キャンダル殺人事件（1985年）
  - 実年素人探偵とおんな秘書の名推理！1 （1986年）
  - ホテル大火災の殺人トリック！（1990年）
  - 実年素人探偵とおんな秘書の名推理！７（1992年）
  - クリスマスSP 聖夜の逃亡者（1994年）
  - 女変装捜査官 2 （2005年）
- 誇りの報酬 第17話「頭脳プレーでホシを追え」（1986年、日本テレビ） - 二宮 役
- 北の国から '87初恋〜（1987年、フジテレビ）
- 花王名人劇場「裸の大将放浪記22 清と赤い自転車」（1987年、関西テレビ）
- ドラマ・女の四季「150歳の思春期!?」（1988年、テレビ東京）
- ドラマ人間模様「花へんろ・風の昭和日記 第三章」第2話（1988年、NHK）
- はぐれ刑事純情派 （テレビ朝日）
  - シーズン1 第2話「伊豆湯けむり危険な密会」（1988年）
  - シーズン2 第24話「夜を歩く女」（1989年）
  - シーズン7 第16話「真夏の花嫁・街で拾った女!?」（1994年） - ミネさん 役
  - シーズン8 第4話「不倫妻！帰宅拒否症の男」（1995年）
  - シーズン9 
    - 第1話「安浦刑事拳銃を撃つ!? 指宿－知覧 殺人犯の母！」（1996年）
    - 第22話「痴漢を殺害!? 三角関係の母娘」（1996年）

  - シーズン10 第2話「男が産休…!? 迫られた人妻」（1997年）
  - シーズン11 第1話「無差別に襲われた女・連続通り魔！父が家庭を捨てた!?」（1998年）
  - シーズン13 第7話「安浦刑事が目撃者！死体が歩いた!?」（2000年）
  - シーズン14 第1話「安浦刑事を愛した女・東京〜倉敷〜瀬戸内、空白の28年…危険な再会！」（2001年）
  - シーズン16 第6話「潜入捜査！故郷を捨てた男と女」（2003年）
  - シーズン17 最終回「東京－岩手花巻温泉500Km運命の男と女、愛の完全犯罪トリック」（2004年）
- 夏の嵐 第31話（1989年、東海テレビ）
- ドラマ23「あぶないマドンナたち」（1989年、TBS）
- DRAMADAS「オレは天下のカンペキ男」（1990年、関西テレビ）
- 現代推理サスペンス「夢見る女刑事」（1990年、関西テレビ）
- 不思議少女ナイルなトトメス 第43話「ティナが愛した人は・・・」（1991年、フジテレビ） - 公園の管理人 役
- 世にも奇妙な物語 （フジテレビ）
  - 「おれに関する噂」（1991年）
  - 「もうひとり」（1991年）
- ラブストーリーを君に'92（1992年、テレビ朝日）
- 夏子の酒 第9話「新しい夢の始まり」（1994年、フジテレビ）
- 金曜時代劇「十時半睡事件帖」 第16話「女たらし」（1994年、NHK） - 井筒屋 番頭 役
- 戦国武士の有給休暇 第1話、第4話（1994年、NHKBS2） - 農夫 役
- 僕らに愛を! 第8話「失恋の鉄人」（1995年、フジテレビ）
- 月曜ミステリー劇場「告発弁護士シリーズ・弁護士猪狩文助 4 禁断の館」（2003年、TBS） - 川北義昭 役
- 木曜時代劇「次郎長 背負い富士」 第4話「心意気」  第5話「浮世双六」（2006年、NHK）
- 堀部安兵衛（2007年、NHK）
- 月曜ゴールデン「税務調査官・窓際太郎の事件簿 27」（2014年、TBS） - 佐藤（農家）  役
- グーグーだって猫である 第1シリーズ 第1話「その恋にはアプローチしない。」（2014年、WOWOW）
- ABUアジア子どもドラマシリーズ 第12回 「まねきねこ」（2016年、Eテレ）

### 映画
- 二代目はクリスチャン (1985年)
- はぐれ刑事純情派 (1989年)
- リメインズ 美しき勇者たち (1990年)
- HANA-BI（1998年） - 田舎の親父 役
- 名医死す〜感染症と闘った藤野昌言物語〜（2021年）

### 舞台
- 酔いどれ公爵（1985年） - やくざ クートン
- ヴェニスの商人（2009年） - 老ゴボー

### 吹き替え

#### 洋画
- 小びとの森の物語（ビデオ版） - スコジンス（チャールズ・レイン）
- シャム猫FBI/ニャンタッチャブル（ビデオ版） - ホフステッダー氏（エド・ウィン）
- 宝島（ビデオ版） - ベン・ガン（ジェフリー・ウィルキンソン）
- ナース・ジャッキー
- 南部の歌 - ブレア・フォックス
- 不思議の国のアリス - イモ虫（サミー・デイヴィスJr.）

#### 海外アニメ
- ディズニー作品
  - ポニー版・バンダイ版
    - ディズニーの短編映画作品 - ドナルドダック
    - 子ぐま物語 - サーカス団員
    - 南部の唄 - ずるぎつね
    - ピーター・パン - 海賊ヘリウス
    - ピノキオ - 正直者のジョン（J・ワシントン・ファウルフェロー）
    - ロビン・フッド - リチャード王
    - 新くまのプーさん - スタン

  - ブエナ・ビスタ版
    - 王様の剣 - ペリノー
    - きつねとヒヨコ - グーシー・プーシー、他
    - ダンボ - コウノトリ
    - ビアンカの大冒険 ゴールデン・イーグルを救え! - フランク
    - ふしぎの国のアリス - チェシャ猫
    - ワンス・アポン・ア・スタジオ -100年の思い出- - チェシャ猫

### テレビアニメ
- まんが日本絵巻（1977年 - 1978年） - 寅左衛門、甚五郎の弟子 他

### ゲーム
- Kinect: ディズニーランド・アドベンチャーズ（2011年） - チェシャ猫
- キングダム ハーツ HD 2.5 リミックス（2014年） - チェシャ猫

### その他
- ジョーズ - アミティ・シックス
- スプラッシュ・マウンテン - ブレア・フォックス、ブレア・タートル